# Bornu

Bornurikets utbredning cirka 1750.

Bornu är ett område i Västafrika, sydost om Tchadsjön. Den centrala delen av det gamla Bornuriket ligger i den nuvarande nigerianska delstaten Borno.

Bornu, 1810.

Bornus historia går tillbaka till 900-talet. Riket blev muslimskt på 1100-talet och spelade en roll som förmedlare av den muslimska kulturen till andra delar av Västafrika. 1894 erövrades Bornu av den arabiska slavhandlaren Rabah Zubayr, som 1900 föll i ett slag mot fransmännen. 1902 delades Bornu mellan Frankrike, Tyskland och Storbritannien, som fick den största delen och 1919 också övertog den tyska delen, som en del av Kamerun-mandatet. Emiren av Bornu residerar fortfarande i Yerwa, och är officiellt erkänd som Nigerias näst viktigaste muslimska ledare efter sultanen av Sokoto.